# Heinrich Ernst Siegrist
Heinrich Ernst Siegrist (geboren am 19. November 1903 in Bergheim / Ruhr; gestorben am 28. April 1970 in  Schönau bei Gotha) war ein deutscher Bergarbeiter und Schriftsteller.

## Leben
Heinrich Ernst Siegrist war der Sohn eines Arbeiters. Nach dem Besuch der Volksschule und Mittelschule erlernte er den Beruf eines Kaufmanns. Nach der Lehre war er in Berg- und Walzwerken tätig. 1925 trat er der KPD bei. Nach der Machtergreifung 1933 lebte er in Ostfriesland und Oldenburg in Widerstand gegen das NS-Regime. 1940 wurde er als Soldat in die Wehrmacht eingezogen. Während des Zweiten Weltkrieges desertierte er zur Roten Armee. Von 1945 bis 1953 war er als Kulturfunktionär in Mecklenburg tätig. Ab 1953 lebte er als freier Schriftsteller in Berlin und in Cottbus. Er war stellvertretender Vorsitzender des Schriftstellerverbandes der DDR im Bezirk Cottbus. 1959 und 1964 war Siegrist aktiver Teilnehmer der Bitterfelder Konferenzen. Er war Chronist des Kombinats Schwarze Pumpe. Siegrist legte der jungen Autorin Brigitte Reimann Steine in den Weg: „Außerdem hatte er im Juli 1960 Heinrich Ernst Siegrist, der B. R. mehrfach beim Verband und bei Funktionären verleumdet hatte, zu einer Aussprache im Vorstand des DSV zitiert.“ Ab 1961 lebte er in Schönau bei Gotha. Heinrich Ernst Siegrist starb dort am 28. oder 29. April 1970. Der Deutsche Schriftstellerverband, Arbeitskreis Thüringen, würdigte ihn in einem Nachruf.

## Werke
- Und so vergingen die Jahre. Ein Bericht aus einem Gefangenenlager in der Sowjetunion. Dietz Verlag, Berlin 1950.
- Peter Schoenewald. Verlag Tribüne, Berlin 1953.
- Für die Welt arbeiten. Ein Lebensbild von Karl Marx. Verlag Tribüne, Berlin 1954. (2. Aufl. 1958.)
  - Pochodeň pravdy Životopis Karla Marxe. Z něm. orig. přel. Věra Macháčková. Svobodné Slovo, Praha 1955.
  - Obrazy ze života Karla Marxe. Z něm. orig. přel. Maria Hodačová. Práce, Praha 1955.
- Ohm Ohlen, der Philosoph vom Alexanderplatz. Verlag Tribüne, Berlin 1954.
- Vor vielen, vielen Zeiten. In: Karl Grünberg (Redaktion): Hammer und Feder. Deutsche Schriftsteller aus ihrem Leben und Schaffen. Verlag Tribüne 1955, S. 466–472.
- Der 1. Mai 1929. In: Karl Grünberg (Redaktion): Hammer und Feder. Deutsche Schriftsteller aus ihrem Leben und Schaffen. Verlag Tribüne 1955, S. 475–478.
- Zurück ins Dorf der Väter. Berlin 1956.
- Stürmische Jahre. Volksverlag, Weimar 1960.
- Zur Erarbeitung einer Betriebsgeschichte. In: Jahrbuch für Wirtschaftsgeschichte. Akademie-Verlag, Berlin 1961. S. 169–173.[12]